# Leopold Temmel
Leopold Temmel (* 11. Dezember 1913 in Krieglach; † 11. November 2000 in Gosau) war ein österreichischer evangelisch-lutherischer Theologe. Er war von 1966 bis 1980 Superintendent der Evangelischen Superintendentur A. B. Oberösterreich.

## Leben
Leopold Temmel studierte von 1931 bis 1934 Philosophie in Graz und Würzburg sowie anschließend Evangelische Theologie in Leipzig, wo er 1937 das Examen ablegte. Danach war er zunächst Vikar am Predigerseminar an der Paulinerkirche in Leipzig. 1938 wechselte er nach Ried im Innkreis, wo er in der dortigen Tochtergemeinde bis 1940 als Vikar wirkte.
Im selben Jahr trat Leopold Temmel seine erste Pfarrstelle an der Evangelischen Pfarrkirche Gosau an. Der Ort Gosau ist in Österreich einer der wenigen Gemeinden, die über eine evangelische Bevölkerungsmehrheit verfügen. Doch bereits ein Jahr später wurde er zum Kriegsdienst eingezogen. Ende des Zweiten Weltkriegs kam er für kurze Zeit in amerikanische Kriegsgefangenschaft und kehrte danach nach Gosau zurück. 1950 promovierte Temmel an der Universität Wien zu Glaube und Gewissheit in der Theologie Martin Bucers. Ab 1953 war er als Pfarrer an der Martin-Luther-Kirche in Linz tätig.
Als Nachfolger von Wilhelm Mensing-Braun wurde Leopold Temmel 1966 zum Superintendenten der Evangelischen Superintendentur A. B. Oberösterreich gewählt. In diesem Jahr wurde auch die Evangelische Superintendentur A. B. Salzburg und Tirol aus der bis dahin bestehenden Superintendentur (Diözese) A.B. für Oberösterreich, Salzburg und Tirol herausgelöst. Die Superintendentur Oberösterreich erhielt durch diese Abtrennung ihre heutige Größe.
Er war auch Vizepräsident der Synode und Mitglied mehrerer Ausschüsse der Evangelischen Kirche A. B. 1980 ging Leopold Temmel in Pension. Sein Nachfolger als Superintendent wurde Herwig Karzel.

## Schriften
- Evangelisch in Oberösterreich. Werdegang und Bestand der Evangelischen Kirche. OLV, Linz 1982, ISBN 3-85214-334-9.
- 200 Jahre Evangelische Gemeinde Gosau. Festschrift. Evangelische Pfarrgemeinde A. B. Gosau, Gosau 1984.

## Auszeichnungen
- Großes Ehrenzeichen für Verdienste um die Republik Österreich (1975)